# Волосская Балаклея
Волосская Балаклея (укр. Волоська Балаклія) — село,
Волосско-Балаклейский сельский совет,
Купянский район,
Харьковская область.
Код КОАТУУ — 6325784001. Население по переписи 2001 года составляет 896 (403/493 м/ж) человек.
Является административным центром Волосско-Балаклейского сельского совета, в который не входят другие населённые пункты.

## Географическое положение
Село Волосская Балаклея находится в месте впадения реки Топильцы в истоки реки Волосская Балаклейка по берегам яра Нурова, оврага Волкового и балки Топильцы;
ниже по течению на расстоянии в 2,5 км расположено село Станиславка.
Село вытянуто вдоль пересыхающего русла реки на 10 км.
На расстоянии в 1,5 км расположен посёлок Боровское.

## История
- 1705 — дата основания[5].
- В середине 19 века Волоская-Балаклейка делилась на две части: слободу (Щенячье) на северном берегу реки Топильцы и село (Архангельское) на южном берегу; в ней были шесть ветряных мельниц.[1]
- В 2022 году во время русско-украинской войны село было оккупировано российскими вооружёнными силами. В результате контрнаступления украинских войск вновь перешло под контроль Украины.

## Объекты социальной сферы
- Школа I—II ст.
- Клуб.

## Достопримечательности
- Братская могила советских воинов. Похоронено 167 воинов.